# Bündner Strahlenziege

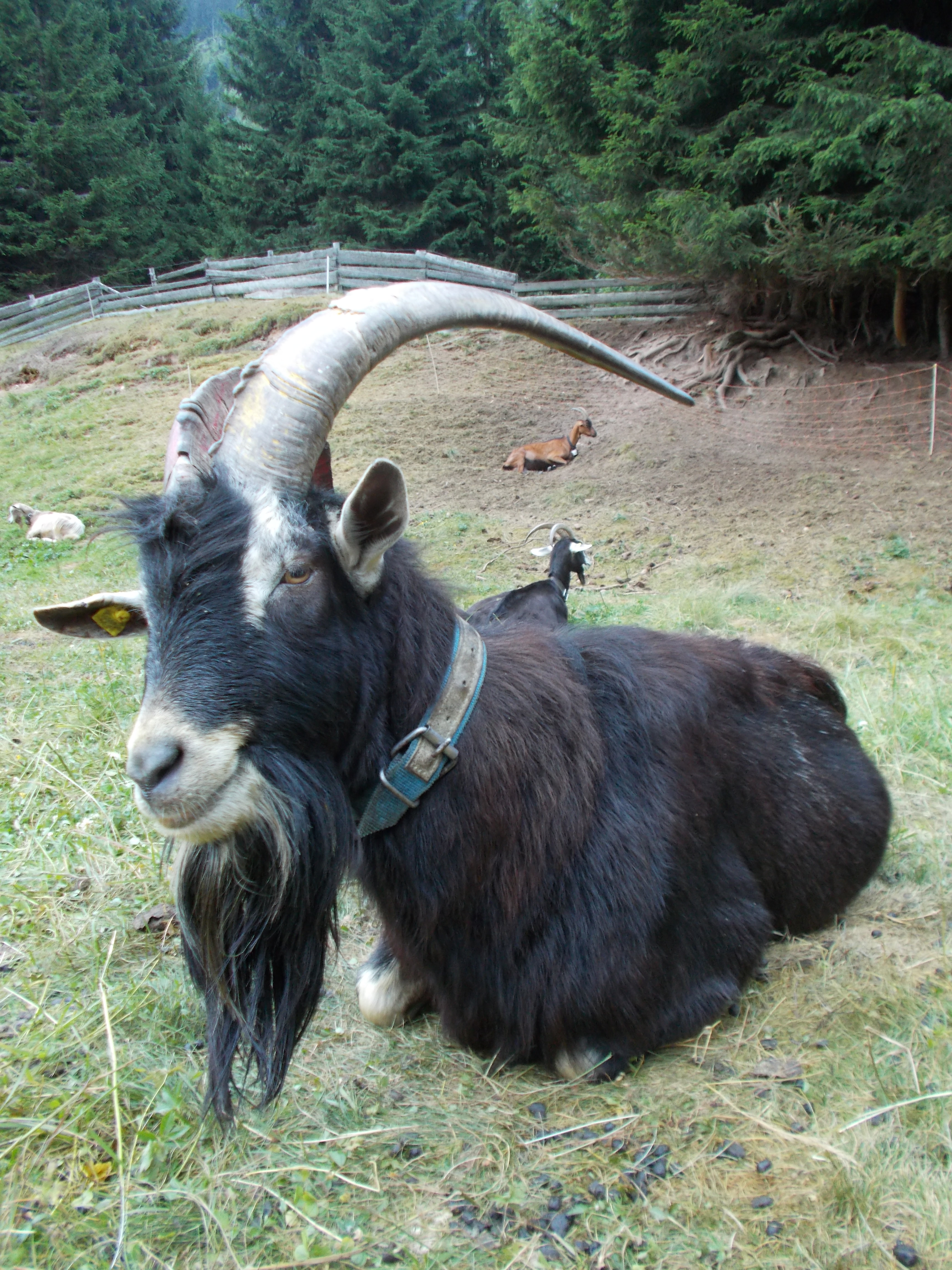
Strahlenbock

Die Bündner Strahlenziege (früher auch «Bündner Ziege») ist eine schwarz-weiss gefärbte alte Schweizer Hausziege. Der Ursprung dieser Gebirgsziegenrasse liegt in der Surselva im Kanton Graubünden.

## Traditionelle Haltung und Bedeutung
In der Schweiz spielten bis zum Anfang des 20. Jahrhunderts Ziegen als Fleisch-, vor allem aber als Milchlieferanten eine entscheidende Rolle bei der Grundversorgung der Menschen. Das gilt im besonderen Masse für die Gebirgsregionen, wo Ackerbau nur sehr eingeschränkt möglich ist und auch für Kühe nur wenig geeignete Weidefläche zur Verfügung steht. Die von Natur aus anspruchslosen und trittsicheren Ziegen sind die einzigen europäischen Nutztiere, die die steilen und kargen Gebirgshänge beweiden können. Demzufolge haben sich in den hochalpinen Regionen der Schweiz im Laufe der Jahrhunderte zahlreiche Gebirgsziegenrassen entwickelt, die an die klimatischen und geographischen Bedingungen sowie an die regionsspezifische traditionelle Haltung angepasst sind. In Graubündens Surselva war dies die Strahlenziege. Bis zum Ersten Weltkrieg besass dort jede Familie mindestens eine, meist mehrere Ziegen, so dass es in Graubünden bis zur Jahrhundertwende mehr Ziegen als Einwohner gab. Die Bedeutung der Ziegen für die Gebirgsregionen Graubündens spiegelt sich auch im Vokabular der rätoromanischen Sprache wider, in der es viele spezifische Ausdrücke, die die Ziegenhaltung betreffen, gibt (etwa die Unterscheidung ansiel/ansola für «männliches/weibliches Zicklein», chavrer für «Ziegenhirt», stargella für «junge Ziege»).
Aus welcher Rasse die Strahlenziege hervorgegangen ist und seit wann sie ihre rassespezifischen Merkmale zeigt, ist unklar. Allgemein wird eine enge Verwandtschaft mit der im Tessin beheimateten Nera-Verzasca-Ziege angenommen. Die erste urkundliche Erwähnung gibt es erst 1913, seit 1938 ist die Strahlenziege eine anerkannte eigenständige Rasse.
Traditionell wurden während des Sommers die Ziegen frühmorgens (zwischen vier und fünf Uhr) gemolken und anschliessend von Ziegenhirten, meist Jungen ab acht Jahren, abgeholt, gesammelt und anschliessend auf die ihnen zugeteilte Weide getrieben. Nicht selten bedeutete dies Märsche von etlichen Kilometern und die Überwindung von einigen hundert Höhenmetern. Am späten Nachmittag brachte der Hirt die Ziegen zurück, woraufhin sie abermals gemolken wurden und anschliessend die Nacht in einem Stall oder einer Koppel verbrachten.
Den Anforderungen entsprechend wurde Wert auf marschtüchtige, robuste, trittsichere und herdenorientierte Ziegen mit den Umständen entsprechender hoher Milchleistung gelegt, Eigenschaften, die auch heute noch den Strahlenziegen eigen sind.
Die Ziegen wurden auch auf Alpen gesömmert, wo ihre Milch zu Käse verarbeitet wurde. Hauptsächlich wurden sie jedoch gehalten, um die Bauern während des Sommers – wenn die Kühe auf den Alp waren – mit Milch zu versorgen.

## Körperliche Merkmale

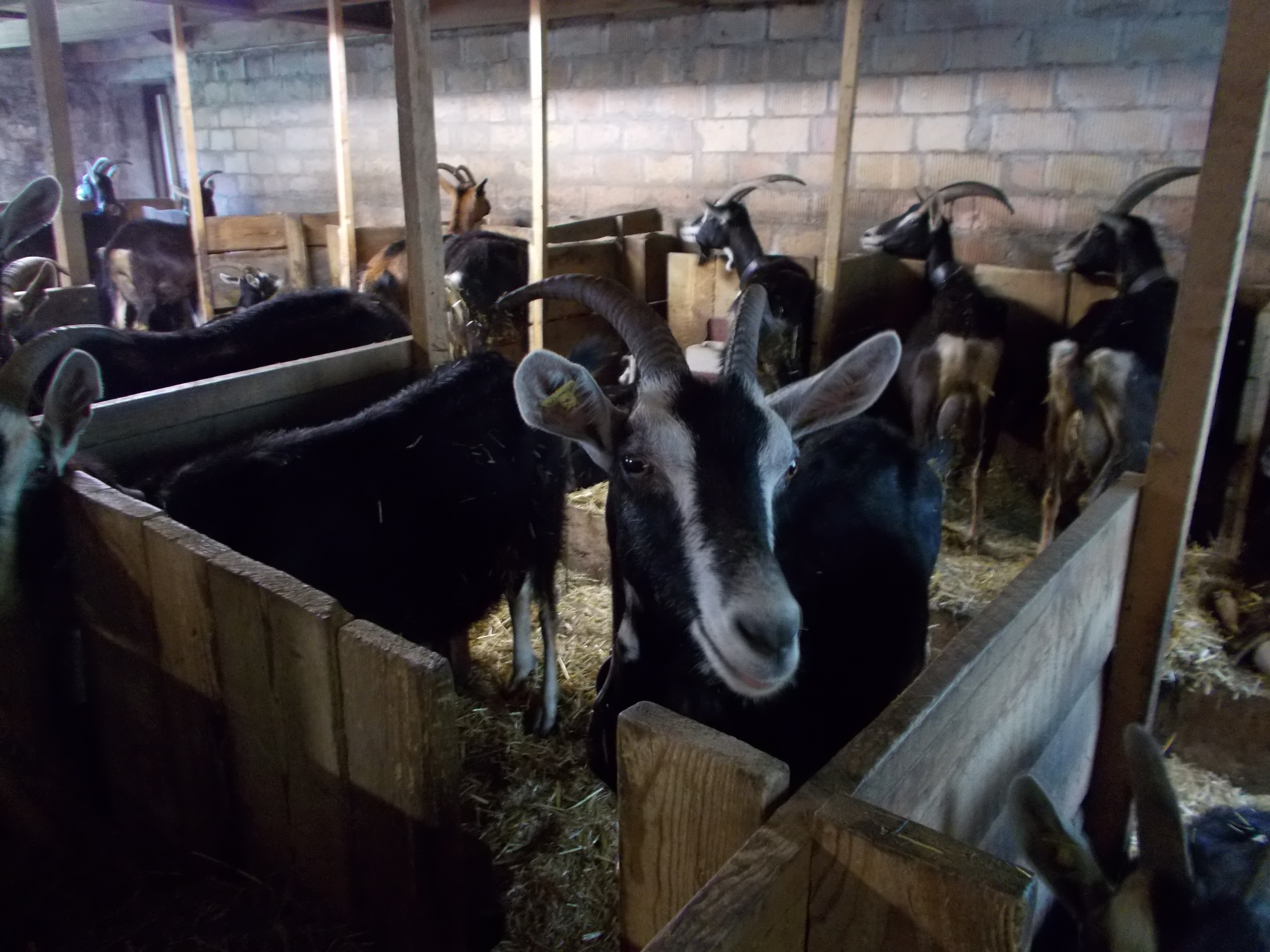
Stall

Die Strahlenziege ist eine mittelgrosse Ziege (Widerristhöhe: weiblich 75 bis 85 cm, männlich 80 bis 90 cm, bei einem Mindestgewicht von 50 kg bei den Ziegen und 70 kg bei Böcken) mit kräftigen Gliedmassen und grossen Hörnern. Alle Exemplare besitzen Hörner und einen mehr oder weniger stark ausgeprägten Bart, nicht alle haben Zotteln. Charakteristisch ist – wie bei den anderen Schweizer Gebirgsziegenrassen – das oft gespaltene Euter.
Das Fell ist kurz und glatt. Die Hauptfarbe ist Anthrazit bis Schwarz.
Namensgebend sind die weissen Abzeichen am Kopf (im Bünder Dialekt: «Strahlen», bzw. strala im Rätoromanischen), die sich von der Nase bis zu den ebenfalls stets weissen Ohren erstrecken. Bei manchen Exemplaren, besonders bei männlichen, können diese Strahlen auch unterbrochen sein. Ferner sind der Spiegel sowie die Gliedmassen («Stiefel») und bisweilen auch Teile des Bauches weiss.
Diese Zeichnung, in Grossbritannien Swiss markings genannt, entspricht derjenigen der Toggenburger Ziege, deren Grundfarbe aber Hellbraun ist, sowie einiger anderer Ziegenrassen, welche aus einer dieser beiden Rassen hervorgegangen sind, so z. B. die British Alpine aus Grossbritannien, die Thüringer Waldziege aus Deutschland oder die Capra Frisa Frontalsasca als dem Veltlin/Italien.
In jüngster Zeit wird die Strahlenziege auch genetisch hornlos gezüchtet.

## Wesen
Die Strahlenziege ist von ruhigem Gemüt. Sie besitzt einen stark ausgeprägten Herdentrieb und fühlt sich in grossen Herden mit 30 bis 100 Tieren am wohlsten. Strahlenziegen sind sehr trittsicher und lieben es, auf steilem Gelände zu grasen, auch dann, wenn in flacheren Regionen gleichwertiges oder reichhaltigeres Futter zur Verfügung steht. Sie haben einen hohen Bewegungsdrang und sind für reine Stallhaltung ungeeignet – die meisten Züchter ermöglichen ihren Tieren auch während der Wintermonate Auslauf.

## Leistung

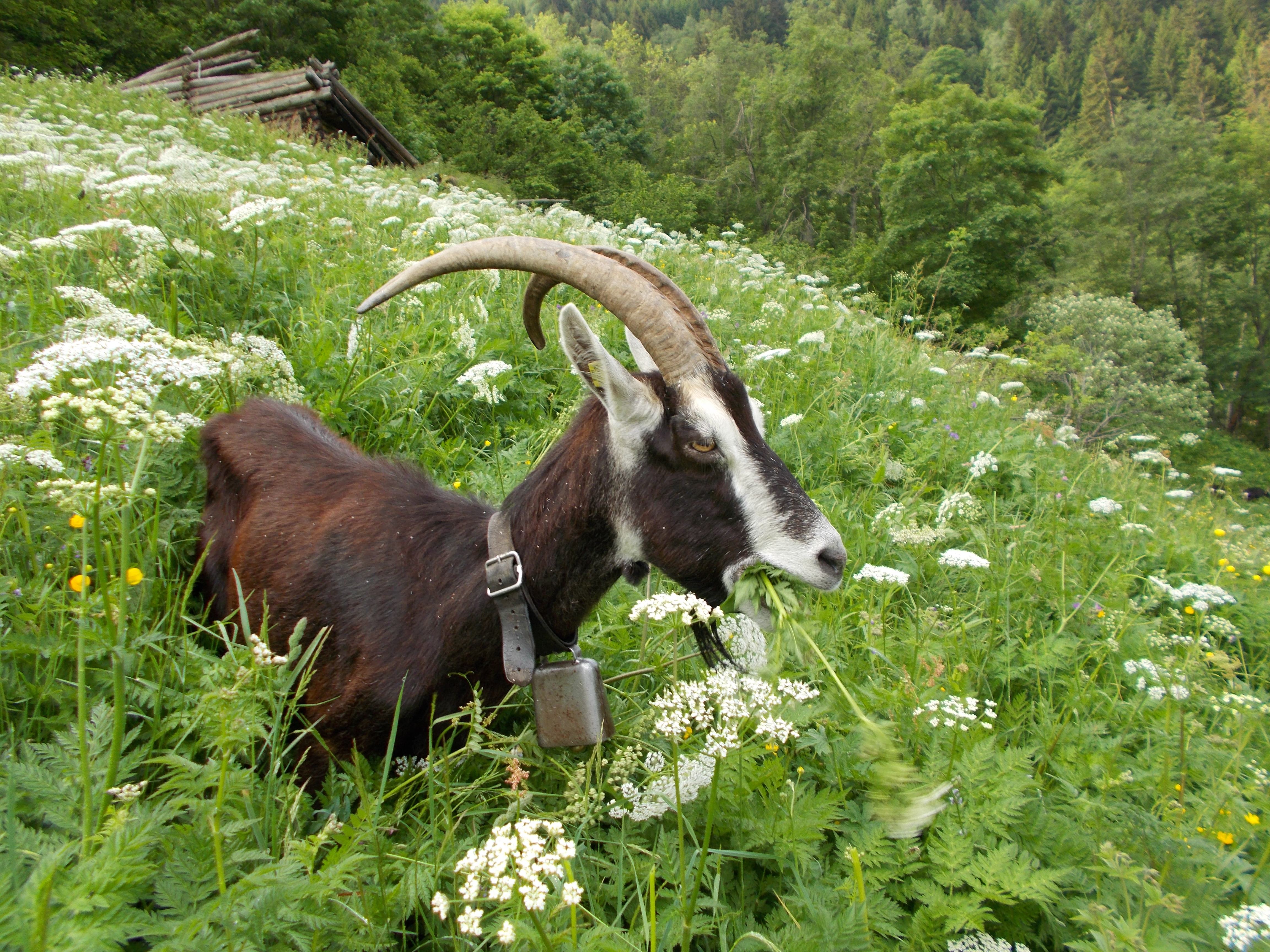
Alte Strahlenziege

Die durchschnittliche Milchleistung der Strahlenziege beträgt 601,41 kg pro Laktationsperiode (236,6 Tage, das entspricht 2,54 kg pro Tag). Dies ist im Vergleich zu den anderen Schweizer Ziegenrassen unterdurchschnittlich. Die Milch ist dafür besonders gehaltvoll (3,4 % Fett, 3,0 % Eiweiss, 4,6 % Laktose: Spitzenwerte für Schweizer Ziegenrassen mit landestypischer Fütterung).
Seit 1992 wurde die Steigerung der Milchleistung als primäres Zuchtziel festgelegt. Zu diesem Zweck wurden in zwei Schüben 1992 und 1994 British Alpineböcke eingekreuzt, eine Rasse, die vermutlich von den Strahlenziegen abstammt und seit 1903 in Grossbritannien zur Hochleistungsrasse gezüchtet wurde (1099 kg bei 270–365 Tagen; 4,12 % Fett, 2,97 % Eiweiss).
Der Erfolg dieser Massnahme wird kontrovers diskutiert, da die importierten Zuchtböcke kaum gebirgstauglich waren und sie und ihre Nachkommen unter erhöhter Krankheitsanfälligkeit litten.

## Bestandsentwicklung
Von dem Rückgang der Ziegen im Zuge der Industrialisierung der Landwirtschaft ab 1950 waren die Strahlenziegen in besonderen Masse betroffen. 1993 sank der Bestand der Herdebuchtiere auf 305 Tiere (1974: 1283). Massnahmen Bündner Ziegenzüchter sowie der Stiftung ProSpecieRara konnten erfolgreich ein Aussterben der Rasse verhindern und bewirkten einen stetigen Anstieg der Bestandszahlen. 2004 gab es bereits wieder 1434 im Herdebuch geführten Tiere. Mittlerweile (Stand 1. Mai 2013) sind 2285 Strahlenziegen eingetragen. (Diese Zahlen sagen nur bedingt etwas über den tatsächlichen Bestand aus. Schätzungen zufolge sind landesweit etwa ein Drittel der gehaltenen Ziegen im Herdebuch eingetragen.) Der Schweizer Ziegenzuchtverband (SZZV) führt die Strahlenziege als gefährdete Rasse.